# 三村建治
三村 建治（みむら けんじ、1947年3月31日 - ）は、日本の工業デザイナー。現在は株式会社エムアイエムデザイン代表取締役。東京都出身。
1960年代末からレーシングカーの設計者（デザイナー）として活動し、1970年代に、20代の若さでプライベート（自動車メーカーの後ろ楯がない体制）のF1コンストラクター、マキF1チームを組織。ヨーロッパや日本で開催されたF1レースに参戦した。日本の純プライベートコンストラクターが海外のF1レースに参戦したのは、2020年現在、マキF1チームのみ。
1985年、エムアイエムデザインを設立。これまでにショベル（KOBELCO）、電話機（ケンウッド）、自動車（福田汽車、南京汽車、長城汽車、海馬汽車他）などのデザインおよびエンジニアリングを同社で行なっている。

## 略歴
- 1947年、東京都品川区で生まれる。実家はプラスチック成型の工場を経営していたという。
- 1964年、立教高校在学中、学友と共に「ロッドベンダーズ」というレーシングチームを結成し、ジムカーナなどに出場（当時は16歳で軽自動車免許が取得できた）。ロッドベンダーズの仲間には、舘信秀（現トムス会長）、小平基（後にTMSCに加入）、若松孝太郎などがいた。この時期、鈴鹿サーキットで浮谷東次郎、林みのる（童夢創業者）、鮒子田寛らと面識を得ている。立教大学に進学後は、ホンダ・S600でレースやジムカーナにドライバーとして参戦しながら、レーシングマシン作りの模索も行っていたという。
- 1967年、立教大学を中退し、林みのるや友人たちと共に、マクランサ（ホンダ・S600のシャシーに自製FRPボディを架装したレーシングマシン。林みのるの設計）を製作。 同年7月の鈴鹿12時間レースに自らドライバーとして参戦（マシン故障により出走できず）。
- 1969年、実兄である三村信昭が設立した「エバカーズ」（コンストラクター）に参加。 エバ1Aアンタレス（自製シャシーに日産・フェアレディのエンジンをミッドシップマウント）、エバ2Aカンナム（自製シャシーにホンダ・N360のエンジンをミッドシップマウント）を製作（両方とも三村がボディデザインを担当）。同年の第2回東京レーシングカーショーで大反響を呼ぶ。「エバカーズ」には、林みのる、小野昌朗（現東京R&D社長）、由良拓也（現ムーンクラフト代表）も参加していた。
- 1971年、「エバカーズ」から独立し、マナ06という名のフォーミュラカーを製作[2]。第4回東京レーシングカーショーで特選を受賞。以後は「マナ」というコンストラクターの代表として活動し、各種フォーミュラカーや、富士グランチャンピオンレース用2座席レーシングマシンなどを製作する。この前後には、レース専門誌でマシン製作法について連載記事を執筆するなど、日本のプライベートコンストラクターの草分け的存在として注目されていた。
- 1972年、東京レーシングカーショー特選の副賞として渡欧。ホンダF1元監督の中村良夫に紹介状を書いてもらい[3]、ローラ、マーチ、ティレル、コスワースと、F1コンストラクターや関連企業を見学。
- 1973年、三村が中心になりマキF1チームを組織[4]。純プライベートのF1コンストラクターとしての活動を秘密裏に開始する[5]。この際、小野昌朗も合流し[6]、三村と小野が中心になってF1マシンの設計製作を進める。
- 1974年3月、ロンドンのホテルで、マキF1チームの記者発表を開催。自製マシン（マキF101）によるF1レースへの参戦を公式に発表した[7]。ただし資金不足などでF1全戦には出場できず、同年7月のイギリスGPと8月の西ドイツGPに参戦するものの、2戦とも予選落ちに終わる。
- 1975年、前年に続きマキF1チームを率いてヨーロッパのF1世界選手権レース4戦に出場するが、いずれも予選落ち[8]。フランスで開催されたノンタイトル戦（世界選手権に含まれないレース）では、予選を通過し決勝13位。この年の末でマキF1チームは実質的な解散状態になった。
- 1976年、三村が単独で新型F1マシン（F102）を設計製作し、日本初のF1レースであるF1世界選手権イン・ジャパンにスポットで参戦するが、予選落ち。これでマキF1の活動は終了した。
- 1978年、林みのるが設立した童夢に専務として参画[9]。公道用スーパーカーの童夢-零や、ル・マン24時間レース用マシンなどの設計に携わる。
- 1980年、三村が設計に参加した童夢RL80が、ルマン24時間で日本車として初の完走を達成。
- 1982年、東京R&Dに専務として参画。2輪車、オーディオ、農機などの開発に携わる。
- 1985年、横浜でエムアイエムデザインを創立。以後同社代表として活動。
- 1986年、マツダ・757（耐久レース用マシン）の車体設計を行う。
- 2009年、東京モーターショー に出品された鈴商スパッセⅤ（市販前提のスポーツカー）のエクステリアデザインを担当。